# Москстреумен

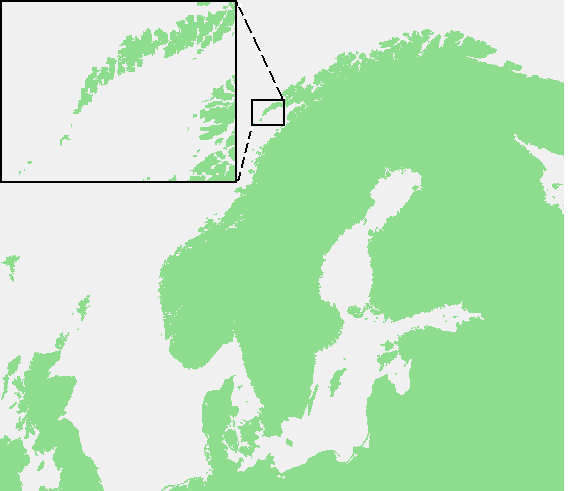
Розташування Москстраумена.

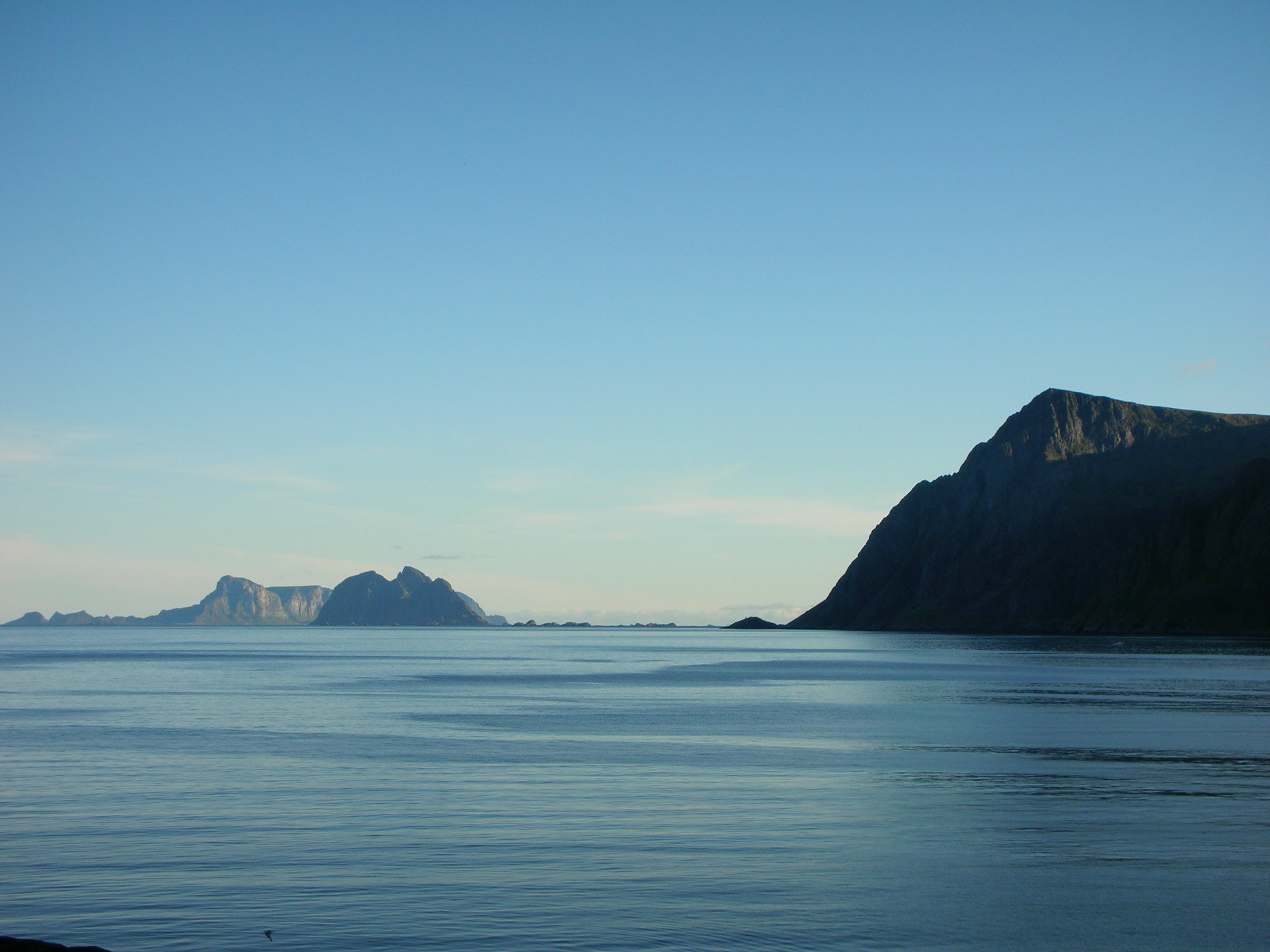
Москстраумен.

Москстреумен, або Москенстреумен — система припливних вирів, одних із найсильніших у світі, яка формується на Лофотенському архіпелазі в Норвезькому морі. Розташований біля невеликого острова Москен, приблизно посередині між Лофотенським мисом (норв. Lofotodden) комуни Москенес і островом Верей. Москенстраумен незвичайний тим, що утворюється у відкритому морі, тоді як більшість інших вирів бувають у закритих протоках і річках. Він виникає через поєднання декількох чинників, основними з яких є сильні півдобові припливи і своєрідна форма морського дна, а також завдяки наявності мілкого хребта між островами Москенесоя і Верей, який підсилює і закручує припливні течії.
Москстреумен з'являвся в багатьох історичних описах, зазвичай у перебільшеному масштабі. Він також широко відомий під назвою Малстрем — скандинавське слово, яке означає «сильний вир» і походить від поєднання голландських слів мален (молоти) та строом (потік). Цей термін ввів у англійську мову Едгар Аллан По у своєму оповіданні 1841 року «У полоні Мальстрему». По наводить альтернативну назву виру в рядку: «А для нас, норвежців, це Москестрем — від острова Моске, що стирчить посеред тієї водоверті.»

## Опис і механізм
Москстраумен розташований між Лофотенським мисом (норв. Lofotodden) комуни Москенесея і островом Верей, біля невеликого острова Москен. Він являє собою потужні припливні течії, що протікають через мілководдя між цими островами і Атлантичним океаном, і глибокий Вестфіорд, створюючи вихори і вири, найбільший із яких має діаметр 40-50 м і здіймає на поверхні води брижі амплітудою до 1 метра.
Течія завширшки близько 8 км. Вона несе різні дрібні мікроорганізми, тим самим приваблюючи рибу та рибальські човни. Потік течії найсильніший у липні–серпні. Її добре видно з літака або прилеглого Лофотодден Гілл (601 м над рівнем моря), що на острові Москенесея. Існують регулярні туристичні поїздки на катері між островами Москенесея і Верей.
Москстраумен утворюється внаслідок поєднання декількох факторів, зокрема припливів, сильних місцевих вітрів, положення Лофотенських островів і підводного рельєфу; на відміну від більшості інших великих вирів, таких як Сальстраумен, затока Корриврекан, вири Наруто, вир Старої свині і Skookumchuck Narrows, він розташований у відкритому морі, а не в протоці або каналі. Припливи мають амплітуду близько 4 м і відбуваються двічі на добу. Вони є головним чинником Москстраумен. В поєднанні з течіями Північного моря і викликаними бурями потоками вини ще сильніше збурюють воду, різні джерела повідомляють про швидкість приблизно від 11 до 20 км/год і вище. Спочатку ця течія проходить на значних глибинах, близько 500 м. Потім вона зустрічає хребет завглибшки лише близько 20 м (40-60 м за іншими джерелами) у ланцюзі островів Москенесея, Москен і Верей, що примушує воду текти вгору і створює вири навколо острівних країв.

## У літературі

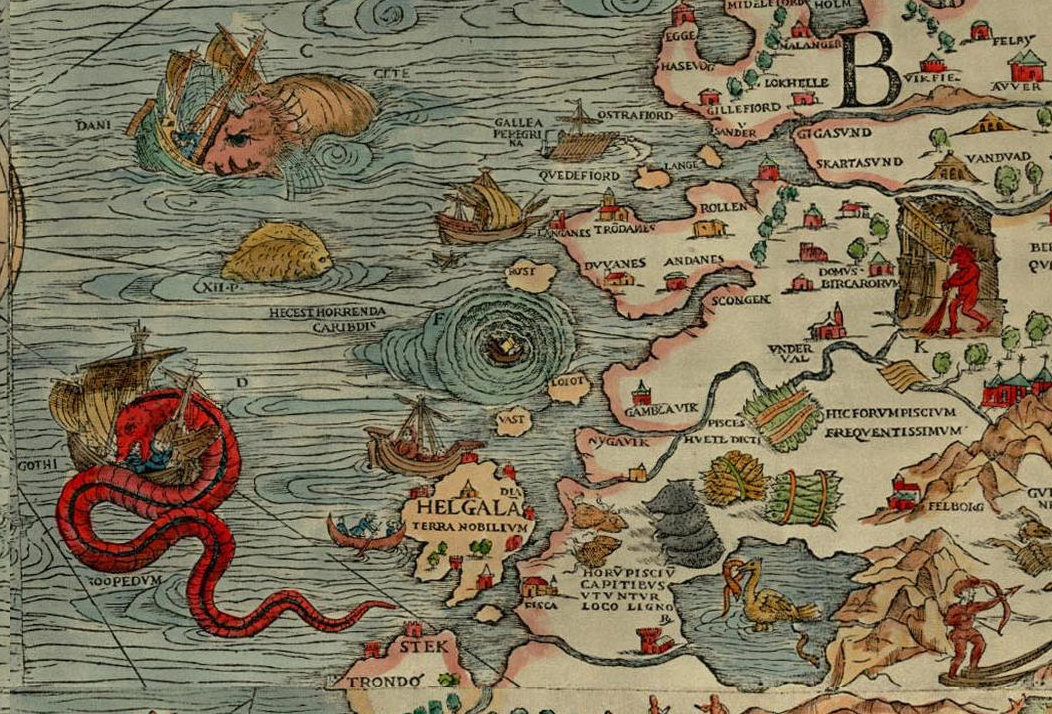
Вир біля берегів Норвегії, як його зобразив Олаус Магнус на Carta marina, 1539 рік.

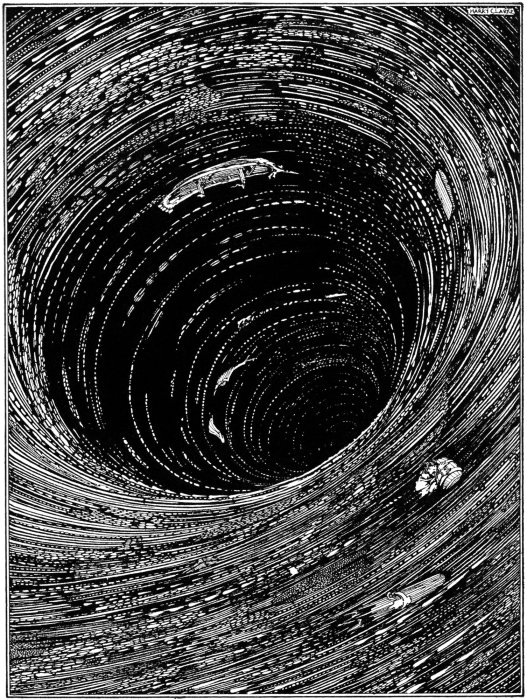
Ілюстрація до оповідання Едгара Аллана По «У полоні Мальстрему» роботи Гаррі Кларка (1889—1931), опублікована 1919 року.

Москстреумен описаний у XIII столітті в давньоскандинавських віршах Едди і залишається привабливим об'єктом для художників і письменників. Зокрема він став об'єктом творів Едгара Алана По, Вальтера Мерса і Жуля Верна. Шведський єпископ Олаус Магнус включив Москстреумен у свою докладну доповідь про скандинавські країни і позначив його на мапі Carta marina (1539). Він пояснив вир дією божественних сил і зазначив, що він набагато сильніший, ніж раніше відомий сицилійський вир Харібда. Більшість інших письменників того часу вважали, що Москстреумен відіграє важливу роль в циркуляції океану, але, враховуючи велику кількість легенд і відсутність наукових спостережень, переоцінювали розмір і потужність цього явища. Москстреумен надихнув Едгара Аллана По на оповідання «У полоні Мальстрему» (1841), у якому письменник впровадив термін maelstrom (що означає «сильний вир») в англійську мову. Про нього також йдеться в книзі Жуля Верна «Двадцять тисяч льє під водою», а також згадує капітан Ахаб у романі «Мобі Дік» американського письменника Германа Мелвілла. Ймовірним джерелом інформації про Москстреумен цим письменникам слугував вигаданий опис цього явища, написаний 1715 року Йонасом Данілссоном Рамусом, який був перекладений на англійську мову й частково увійшов у видання Британіки 1823 року. По цитує Йонаса Рамуса та Encyclopaedia Britannica у своєму оповіданні.
Автором одного з перших наукових описів Москстреумена був норвезький священик і поет Петтер Дасс у своїй поемі «Труба Нордланд», яка містить віршований топографічний опис північної Норвегії. Там він чітко пов'язав вири з припливами, зазначивши, що вони найсильніші під час місячних фаз молодика та повні і слабкі під час чвертей. Він також зазначив, що оскільки великий фіорд Москенесея повинен заповнитися і спорожніти за 6 годин, то пов'язана з цим витрата води має створювати сильні течії. Проте роман Дасса не був перекладеним на англійську мову і залишався невідомим у Європі. Зв'язок Москстреумена з припливами показав у своїй статті А. Schelderup, написаній, ймовірно, у 1750-х роках і опублікованій 1824 року.